# Spoorlijn Salzgitter-Drütte - Derneburg
De spoorlijn Salzgitter-Drütte - Derneburg is een Duitse spoorlijn in Nedersaksen en is als spoorlijn 1923 onder beheer van DB Netze. 

## Geschiedenis
Het gedeelte tussen Salzgitter-Drütte en Salzgitter-Lichtenberg werd geopend tussen 1953 en 1954 door de Deutsche Bundesbahn. Het tracé tussen Salzgitter-Lichtenberg en Derneburg was reeds geopend op 18 juli 1886 door de Braunschweigischen Landes-Eisenbahn-Gesellschaft. In 1984 werd het personenvervoer opgeheven tussen Salzgitter-Lebenstedt en Derneburg. Daarna werd dit gedeelte opgebroken.

## Treindiensten
De Deutsche Bahn verzorgt het personenvervoer op dit traject met RB treinen.
| Serie | Treinsoort                   | Route                                    | Bijzonderheden                 |
| ----- | ---------------------------- | ---------------------------------------- | ------------------------------ |
| RB 44 | Regionalbahn (DB Regio Nord) | Braunschweig Hbf – Salzgitter-Lebenstedt | 1x per twee uur in het weekend |

## Aansluitingen
In de volgende plaatsen is of was er een aansluiting op de volgende spoorlijnen:
Salzgitter-Drütte
DB 1920, spoorlijn tussen Leiferde en Salzgitter Bad
DB 1925, spoorlijn tussen de aansluiting Hoheweg en Salzgitter-Drütte
DB 1928, spoorlijn tussen Fummelse en Salzgitter-Drütte
Salzgitter-Lichtenberg
DB 1926, spoorlijn tussen Barum - Salzgitter-Lichtenberg
Derneburg (Han)
DB 1773, spoorlijn tussen Hildesheim en Goslar
DB 1823, spoorlijn tussen Derneburg en Seesen